# Ergün Tepecik
Ergün Tepecik (* 1944 in Gördes, Türkei) ist ein türkisch-deutscher Schriftsteller, Theaterregisseur und Satiriker. Er gründete 1991 das Alternative Theater Göttingen, ein deutschtürkisches Jugendtheater.
Tepecik hat Wirtschaftswissenschaften in Izmir studiert. Er lebt seit 1971 in Deutschland.
Tepecik ist Autor von Theaterstücken wie Hausbesetzung, das 1993 am Deutschen Theater Göttingen aufgeführt wurde, sowie von Humoresken und Sketchen, die 1985 unter dem Titel Der Heiratsvermittler veröffentlicht wurden. Er schrieb auch Kabarettprogramme wie das 1994 aufgeführte Menschenbilder aus einer Stadt. Als Fachbuchautor und Herausgeber veröffentlichte er 2002 Die Situation der ersten Generation der Türken in der multikulturellen Gesellschaft.
Seit 2010 lebt Tepecik in Nürnberg und führt dort seine theaterpädagogische und schriftstellerische Arbeit fort. Besonders aktiv ist er im „Mosaik e.V.- Interkulturelles Kultur- und Bildungszentrum“ in Nürnberg als Kunst- und Kulturkoordinator sowie als Dramaturg.

## Werke
- Kultur ist ein Orchester (2023)
- Die Moschee im Dorf lassen (2018)
- Deutsche Bürokratie im türkischen Schlafzimmer (2013)
- Die Situation der ersten Generation der Türken in der multikulturellen Gesellschaft (2002)
- Heiratsvermittler (1985)

Auf Türkisch veröffentlichte Werke:
- Başkanı Sokan Arı (2023)
- Șah Kartal Camisi (2018)
- Tutkunum Sana Barış (2013)
- Her Derde Deva Biber Gazı (2013)
- Koynumdaki Bürokrat (2012)
- Ha Bu Diyar Ha Bu Döner (2012)

## Theaterstücke
- Bratwurst oder Çiğköfte (1991 / 1999)
- Der Mann, der die Gerechtigkeit suchte (1992)
- Hausbesetzung (1993/1994)
- Menschenbilder aus einer Stadt (1995)
- Die Geschichte vom Gaul und dem Windhund (1995)
- Koalition der Unvernunft (1996)
- Deutsche Bürokratie im türkischen Schlafzimmer (2000–2016)